# DJ 칼리드
DJ 칼리드(DJ Khaled, 본명: Khaled Mohamed Khaled, 1975년 11월 26일 ~ )은 미국의 DJ이다. 대표곡으로 저스틴 비버, 퀘이보, 찬스 더 래퍼, 릴 웨인과 함께 한 'I'm the One'과 T.I., 에이콘, 릭 로스, 팻 조, Baby, 릴 웨인과 함께 한 We Takin' Over 등이 있다.

## 디스코그래피

### 정규
- Listennn... the Album
- W the Best
- We Global
- Victory
- We the Best Foever
- Kiss the Ring
- Suffering from Success
- I Changed a Lot
- Major Key
- Grateful
- Father of Asahd
- KHALED KHALED
- GOD DID

## 출연 작품
- 스파이 지니어스 - 이어즈 역 (목소리)
- 나쁜 녀석들: 라이드 오어 다이 - 매니 역